# Кобежикова, Евгения Гавриловна
Евгения Гавриловна Кобежикова (7 января 1921, Большой Кобежиков, Россия — 28 января 2023, Хакасия, Россия) — трактористка Туимского овцесовхоза Ширинского района Хакасской АО, депутат Верховного Совета СССР 7 созыва (1966—1970).

## Биография
Родилась 7 января 1921 года в селе Большой Кобежиков в многодетной семье. Отец умер ещё до её рождения.
Окончила начальную школу в своем селе, в пятом училась в соседнем селе Трошкино. Потом переехала с матерью, братьями и сёстрами в аал Малый Кобежиков, где и прожила всю оставшуюся жизнь.
В 1937 году начала работать в колхозе «Хызыл-аал» сначала в полеводческой бригаде, потом прицепщицей.
В 1941 году окончила курсы трактористов, начала работать в Ширинской МТС на тракторе ХТЗ. В сезон убирала зерно с помощью прицепного комбайна «Коммунар».
С 1957 года после расформирования МТС — трактористка Туимского овцесовхоза.
В 1966 году избрана депутатом Верховного Совета СССР 7-го созыва по Ширинскому округу (Совет Национальностей).
В 1969 году принимала участие во втором областном конкурсе пахарей, где заняла I место, и ей было присвоено звание «Лучший пахарь Хакасии».
За высокие показатели в труде награждена орденами Ленина (1974), Октябрьской революции (1971), «Знак Почёта» (дважды — 1950 и 1966) медалями «За освоение целинных земель», «За доблестный труд. В ознаменование 100-летия со дня рождения В. В. Ленина».
В 1975 году после серьёзной травмы ноги передала трактор сыну Константину и ушла на пенсию.
В 1973 году абаканский художник Василий Михайлович Новосёлов написал её портрет («Портрет знатной трактористки Хакасии»).
Евгения Кобежикова умерла 28 января 2023 года, ей было 102 года.